# Джерело № 2 (Кострино)
Джерело № 2 — гідрологічна пам'ятка природи місцевого значення в Україні. Розташована на території Ужгородського району Закарпатської області, на північ від села Кострина (територія Костринського ПНДВ Ужанського НПП, урочище Іванчевський потік, кв. 10, вид. 10). 
Площа 0,3 га. Статус отриманий у 1984 році. Перебуває у віданні: Ужанський НПП. 
Вода вуглекисла, хлоридно-гідрокарбонатно-натрієва. Заг. мінералізація — 5,5 г/л. Мікроелемент — марганець. Для лікування захворювань органів травлення.